# Szczur andamański
Szczur andamański (Rattus stoicus) – endemiczny gatunek ssaka z podrodziny myszy (Murinae) w obrębie rodziny myszowatych (Muridae), występujący wyłącznie na archipelagu Andamanów.

## Zasięg występowania
Szczur andamański występuje na wyspach Andaman Środkowy, Andaman Południowy i Henry Lawrence Island, należących do archipelagu Andamanów, w Indiach.

## Taksonomia
Gatunek po raz pierwszy zgodnie z zasadami nazewnictwa binominalnego opisał w 1902 roku amerykański przyrodnik Gerrit Smith Miller nadając mu nazwę Mus stoicus. Holotyp pochodził z wyspy Henry Lawrence Island, z archipelagu Andamanów, w Indiach. 
R. stoicus nie został uwzględniony w żadnych badaniach genetycznych i potrzebne są dalsze badania, aby określić jego umiejscowienie w obrębie rodzaju Rattus. Autorzy Illustrated Checklist of the Mammals of the World uznają ten takson za gatunek monotypowy.

### Etymologia
- Rattus: łac. rattus „szczur”[9].
- stoicus: gr. στωικος stōikos „stoicki, cierpliwy”, od στοα stoa, στοας stoas „ganek, kolumnada”[10].

## Morfologia
Długość ciała (bez ogona) 220–260 mm, długość ogona 192–212 mm, długość ucha 24 mm, długość tylnej stopy 45–48 mm; brak szczegółowych danych dotyczących masy ciała. 

## Ekologia
Gryzoń ten występuje od poziomu morza do 200 m n.p.m. Występuje w tropikalnych lasach deszczowych, jest aktywny nocą.

## Populacja
Szczur andamański jest uznawany za gatunek narażony na wyginięcie, ze względu na ograniczony i podzielony zasięg występowania. Populacja tych szczurów wydaje się stabilna, choć odbudowa siedzib ludzkich po zniszczeniach spowodowanych tsunami z 2004 roku grozi wylesianiem, a to stanowi zagrożenie dla tych gryzoni. Nie jest chroniony, indyjska ustawa o ochronie przyrody z 1972 roku zalicza go do szkodników.